# Brake (Schalksmühle)
Brake ist ein Ortsteil in der Gemeinde Schalksmühle im Märkischen Kreis im Regierungsbezirk Arnsberg in Nordrhein-Westfalen (Deutschland).

## Lage und Beschreibung
Der Wohnplatz befindet sich oberhalb des Mesekendahler Bachtals östlich der Bundesautobahn 45 nordöstlich der Anschlussstelle Lüdenscheid-Nord.
Nachbarorte auf dem Gemeindegebiet sind Winkeln, Winklerheide, Vormwald, Mesekendahl, Sonnenscheid und Wersbecke.

## Geschichte
Brake gehörte bis zum 19. Jahrhundert der Bauerschaft Winkeln des Kirchspiels Hülscheid an. Ab 1816 war der Ort Teil der Gemeinde Hülscheid in der Bürgermeisterei Halver im Kreis Altena, 1818 lebten acht Einwohner im Ort. Der laut der Ortschafts- und Entfernungs-Tabelle des Regierungs-Bezirks Arnsberg als an der Brake bezeichnete und als Kotten kategorisierte Ort besaß 1839 ein Wohnhaus und ein landwirtschaftliches Gebäude. Zu dieser Zeit lebten neun Einwohner im Ort, allesamt evangelischen Bekenntnisses.
1844 wurde die Gemeinde Hülscheid mit Brake von dem Amt Halver abgespaltet und dem neu gegründeten Amt Lüdenscheid zugewiesen.
Der Ort ist auf der Preußischen Uraufnahme von 1840 unter dem Namen vor d. Brake verzeichnet. Ab der Preußischen Neuaufnahme von 1892 ist der Ort auf Messtischblättern der TK25 als Braake verzeichnet.
Die Gemeinde- und Gutbezirksstatistik der Provinz Westfalen führt 1871 den Ort unter dem Namen Bracke mit einem Wohnhaus und fünf Einwohnern auf.  Das Gemeindelexikon für die Provinz Westfalen gibt 1885 für Bracke eine Zahl von sechs Einwohnern an, die in einem Wohnhaus lebten. 1895 besitzt der Ort ein Wohnhaus mit fünf Einwohnern, 1905 werden ebenfalls ein Wohnhaus und fünf Einwohner angegeben.
1969 wurden die Gemeinden Hülscheid und Schalksmühle zur amtsfreien Großgemeinde (Einheitsgemeinde) Schalksmühle im Kreis Altena zusammengeschlossen und Brake gehört seitdem politisch zu Schalksmühle, das 1975 auf Grund des Sauerland/Paderborn-Gesetzes Teil des neu geschaffenen Märkischen Kreises wurde.